# Bujakowszczyzna
Bujakowszczyzna – kolonia wsi Kamień w Polsce położona w województwie podlaskim, w powiecie hajnowskim, w gminie Czyże.
Wieś królewska położona w starostwie bielskim w II połowie XVII wieku. W latach 1975–1998 miejscowość administracyjnie należała do województwa białostockiego.
Prawosławni mieszkańcy wsi należą do parafii Wniebowstąpienia Pańskiego w Klejnikach, a wierni kościoła rzymskokatolickiego do parafii pw. Wniebowzięcia Najświętszej Maryi Panny i św. Stanisława Biskupa i Męczennika w Narwi.